# 內閣重臣
英国的內閣重臣是英国政府的国会系统中四个最高级别和声望的职位。它们是首相、财政大臣、外交大臣和内政大臣。自2024年7月5日以来，这些职位分别由施紀賢、蕾切尔·里夫斯、大衛·拉米和顧綺慧担任。按照惯例，当首相提名他的内阁时，在大选或中期改组后，首先被宣布的内阁大臣将是财政大臣、外交大臣和内政大臣，并且通常按此顺序。
詹姆斯·卡拉汉是迄今担任过所有四个职位的唯一一个人。在过去的一百年中，几个其他人接近这种殊荣：赫伯特·亨利·阿斯奎斯和温斯顿·丘吉尔都担任过财政大臣、首相和内政大臣，而哈罗德·麦克米伦和约翰·梅杰担任过首相、财政大臣和外交大臣。拉布·巴特勒和约翰·西蒙爵士担任过财政大臣、外交大臣和内政大臣。
內閣重臣不是國務重臣：後者是歷史上朝廷中最重要的職位，多數現在僅具儀式功能，少數演變為次要的政治官職。

## 近代的平民性质
因为英国政治模式中，下议院擁有大部分权力，以往由身為貴族的上议院议员擔任內閣重臣的慣例已經不再符合实际，由下議院議員擔任這些官位已被接受。下议院传统上保有财政议案通过的权力，这意味着财政大臣的职位通常只會由下议院議員出任。其它职位的有贵族身份的最后的担任者是：
- 首相：休姆伯爵（1963年10月20日－23日）：霍姆伯爵在被任命为首相后放弃了他的贵族身份并被选为国会议员。在首相任期内始终保留贵族身份的最后的担任者是索尔兹伯里侯爵（1895年6月25日－1902年7月11日）。
- 财政大臣：顿曼勋爵（1834年11月14日－12月15日）：顿曼只在过渡的基础上担任此职位；实际上担任此职位的最后一位贵族是巴灵顿子爵（1761年－1762年）。
- 外交大臣：勳爵（2023年11月13日－2024年7月5日）：卡梅伦勋爵是最近一位拥有贵族身份并担任內閣重臣者。
- 内政大臣：加夫勋爵（1916年12月11日－1919年1月14日）：乔治·加夫爵士在1918年担任内政大臣时被封为加夫子爵。

## 女性擔任內閣重臣
截至2024年7月5日為止，有十位女性担任过內閣重臣：
- 戴卓爾夫人：首相（1979年－1990年）
- 玛格丽特·贝克特：外交大臣（2006年－2007年）
- 施卓琪：内政大臣（2007年－2009年）
- 特雷莎·梅：内政大臣（2010年－2016年）、首相（2016年－2019年）
- 安珀·路德：内政大臣（2016年－2018年）
- 普莉提·巴特爾：内政大臣（2019年－2022年）
- 莉兹·特拉斯：外交大臣（2021年－2022年）、首相（2022年）
- 柏斐文：内政大臣（2022年－2023年）
- 蕾切尔·里夫斯：財政大臣（2024年至今）
- 顧綺慧：內政大臣（2024年至今）

## 大法官和司法国务大臣
在2007年，内政部的许多职责被移交给大法官和憲制事務大臣的共同职位；后一頭銜同時被重命名为司法大臣。在2007年前的几个世纪，大法官一职只由一位上议院议员担任。在2007年的改组以后，在戈登·布朗成为首相时，他宣布了“司法大臣（也就是大法官）将被在下议院议员中选出”的消息。杰克·斯特劳，大法官和第一位司法大臣，似乎提到这个从前由上议院议员担任的新职位可以被认为第五个內閣重臣的事实，说他是“坐在下议院议席的这个內閣重臣的第一位担任者”。然而，到现在为止宪法分析人士没有支持这一观点的共识。